# Нади (аэропорт)

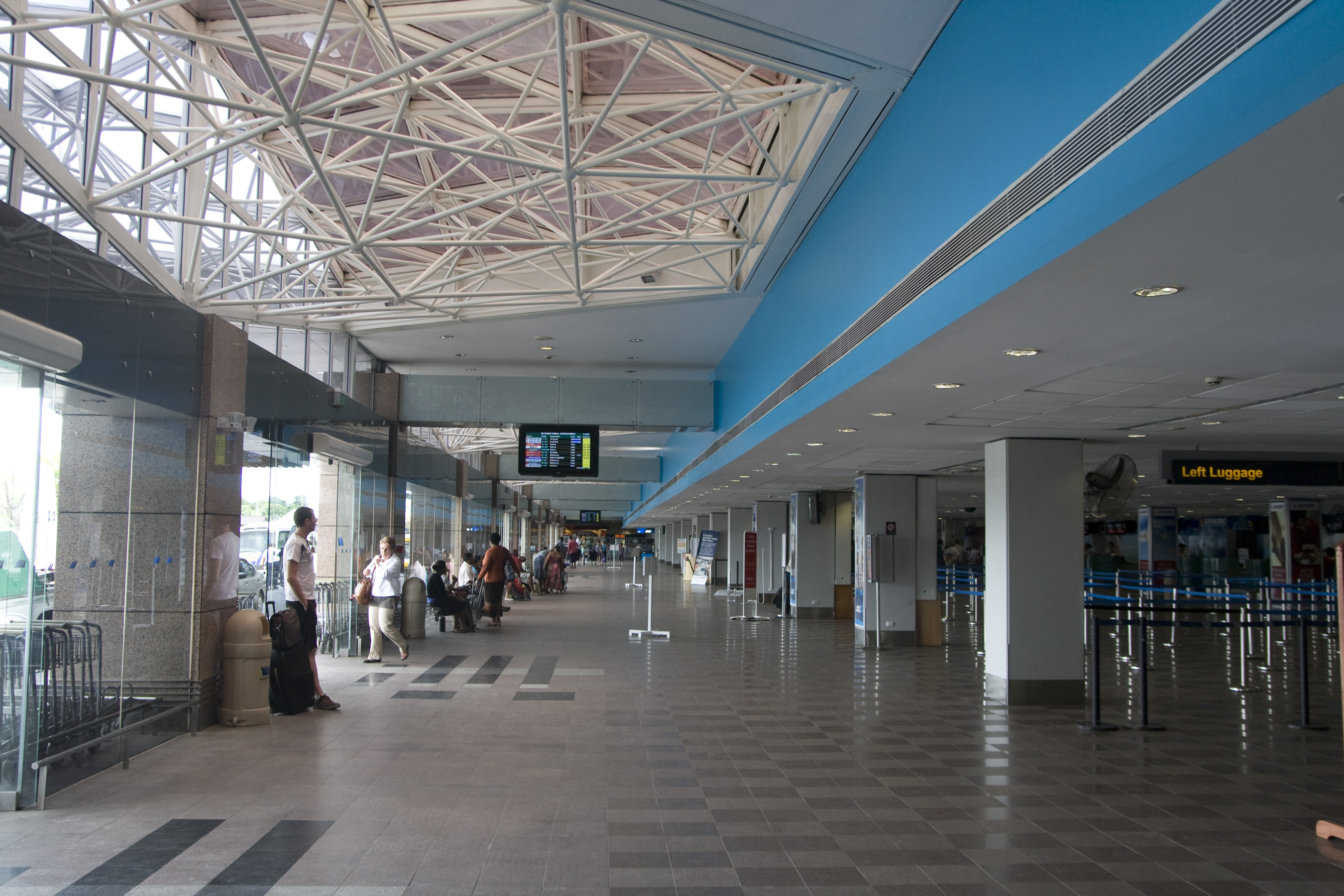
Международный аэропорт Нади, Фиджи

Международный аэропорт Нади (англ. Nadi International Airport, (ИАТА: NAN, ИКАО: NFFN)) — главный международный аэропорт Республики Фиджи, расположенный в девяти километрах от города Нади.

## История
В июле 1939 года было принято решение о строительстве на Фиджи аэродрома (изначально предполагалось, что это должен был быть аэродром с одной взлётно-посадочной полосой, ангаром для самолётов, а также техническими и подсобными помещениями для персонала). 14 августа 1939 года офис генерал-губернатора получил секретное распоряжение выкупить 117 акров земли в районе Нади для строительства объекта. Выполнение строительных работ было поручено новозеландской строительной компании "The Southern Cross Construction Company". Необходимое оборудование и землеройные машины были привезены из Новой Зеландии. 1 сентября 1939 года началась Вторая мировая война, 3 сентября 1939 года правительство Великобритании объявило войну гитлеровской Германии. В дальнейшем, войну странам «оси» объявили доминионы, колонии и владения Британской империи. В марте 1940 года строительные работы были завершены. 
В сентябре 1940 года начались работы по преобразованию аэродрома в место базирования авиаподразделения новозеландских ВВС. 11 октября 1940 года был подписан приказ о создании в составе новозеландских ВВС подразделения "Unit 20" (имевшего четыре самолёта DH89) для размещения на этом аэродроме. 11 ноября 1940 года это подразделение было отправлено на Фиджи на двух кораблях и 17 ноября 1940 - расквартировано на аэродроме.
26 октября 1941 года на аэродром прибыла группа военнослужащих США для оценки возможности использования войсками США этого аэродрома в качестве промежуточного пункта на маршруте между Австралией и Филиппинами. 17 ноября 1941 года США отправили властям Новой Зеландии официальное предложение о расширении аэродрома за счет оборудования здесь второй взлётно-посадочной полосы.
После вступления в войну Японской империи обстановка в регионе изменилась, и понёсшие потери войска Великобритании и США перешли к стратегической обороне на Тихоокеанском театре военных действий. С 1941 года аэродром использовался Военно-воздушными силами Армии США. Сначала на аэродроме базировались бомбардировщики Boeing B-17 Flying Fortress, использовавшиеся в военных действиях против японской армии на Филиппинах и Соломоновых островах. В 1943 году аэродром использовался в качестве дозаправочного пункта для бомбардировщиков North American B-25 Mitchell 42-й бомбардировочной группы ВВС США.
20 декабря 1946 года Аэропорт Нади был передан в управление правительства Новой Зеландии, а в начале следующего года Управление гражданской авиации Новой Зеландии открыло несколько регулярных пассажирских рейсов из Нади в Окленд. 
В 1949 году Великобритания вошла в состав военно-политического блока НАТО (и приняла на себя обязательства осуществлять тыловое обеспечение войск НАТО «в мирное и военное время, кризисный период, а также в условиях чрезвычайных ситуаций»), в 1951 году был создан блок АНЗЮС (в состав которого вошла Новая Зеландия). Аэродром был реконструирован для размещения реактивной авиации и на Фиджи была размещена разведывательная эскадрилья ВВС Новой Зеландии.
После получения независимости от Великобритании в 1970 году правительство Фиджи стало принимать активное участие в реконструкции и модернизации Аэропорта Нади и в 1979 году получило аэропорт в свою полную собственность.
Первая взлётно-посадочная полоса с асфальтовым покрытием была построена в 1946 году. Размеры полосы составили 2133 метров в длину и 46 метров в ширину, израсходованная на строительные работы сумма составила 46 500 фунтов стерлингов.
В 1940-х и 1950-х годах аэропорт носил официальное название Колония Фиджи: Аэропорт Нади, затем получил современное название, однако в ряде случаев до сих пор допускается ошибка в именовании аэропорта у некоторых иностранных авиакомпаний, которые применяют неверное имя «Международный аэропорт Нанди».
В первой половине 1960-х годов Аэропорт Нади использовался в качестве пересадочного пункта пассажиров из оклендского аэропорта Венуапаи, который обслуживал только турбовинтовые и поршневые самолёты, на реактивные лайнеры McDonnell Douglas DC-8 и Boeing 707 в Северную Америку и Европу. Одно время диспетчерская служба Новой Зеландии контролировала крупнейшую в мире территорию площадью 10,36 млн квадратных километров, используя в качестве центрального диспетчерского пункта Аэропорт Нади.

## Современное состояние
Аэропорт ежегодно обслуживает около 1,2 миллиона человек и является главным транзитным узлом (хабом) национальной авиакомпании Фиджи Air Pacific.

## Авиакомпании и пункты назначения

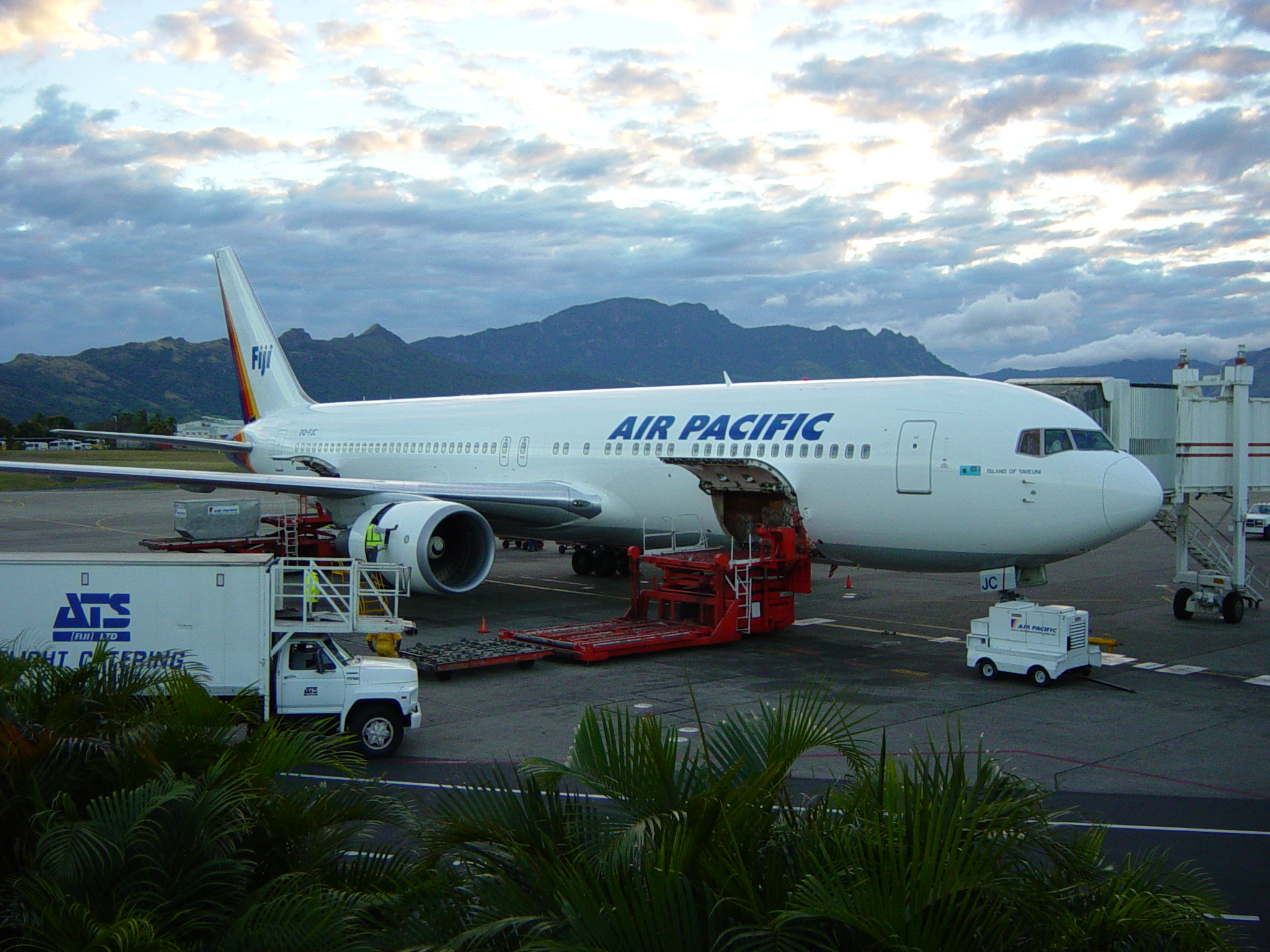
Самолёт Air Pacific в Международном аэропорту Нади

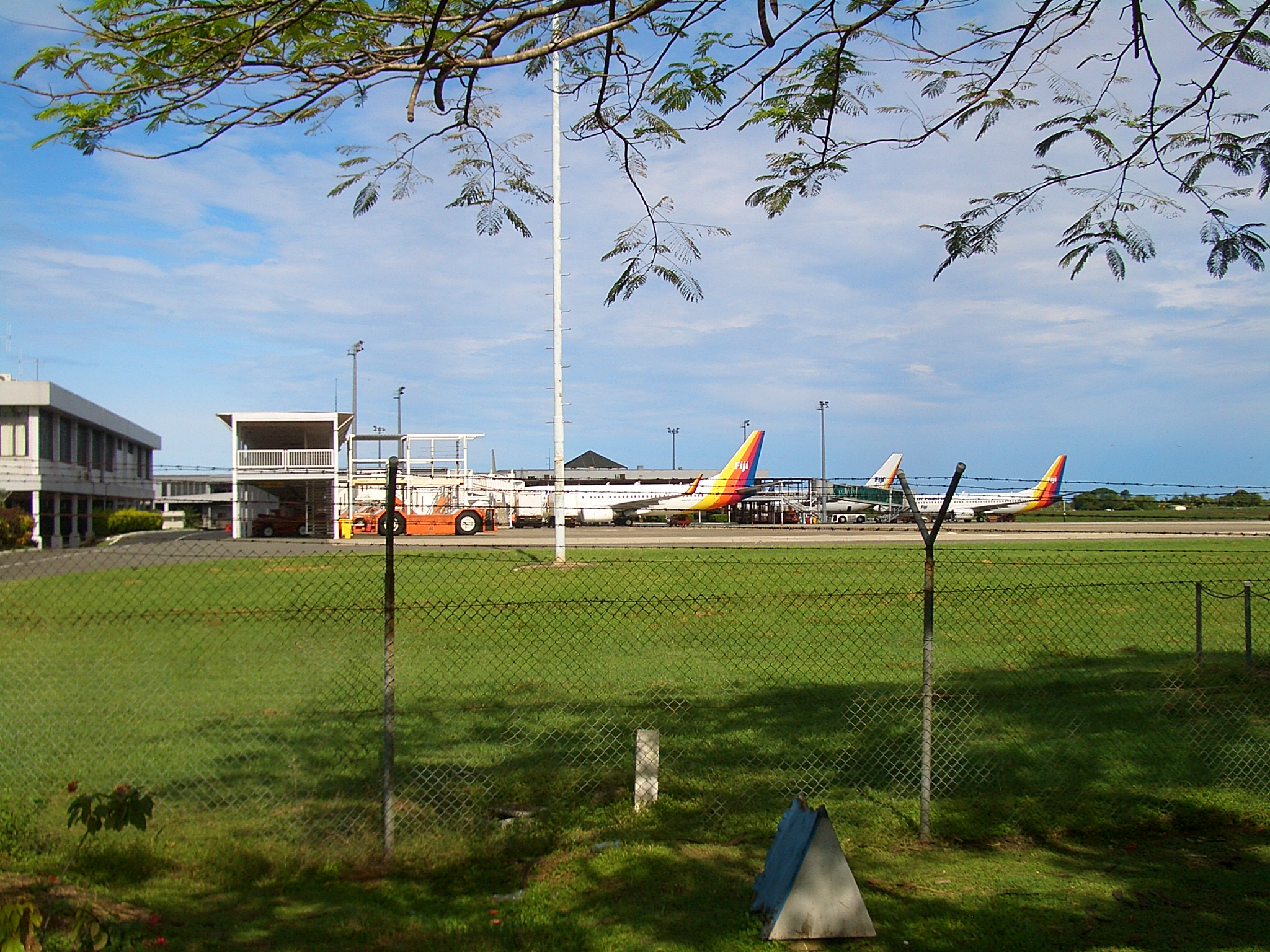
Перрон Международного аэропорта Нади